# TV Superstars
TV Superstars – gra na PlayStation 3. Została wyprodukowana przez Cambridge Studio i wydana przez Sony Computer Entertainment. Do gry jest wymagana kamerka PlayStation Eye i kontroler PlayStation Move. 

## Fabuła
Gracz wciela się w początkującego celebrytę, który zamierza piąć się po szczeblach kariery. Niezbędni dla osiągnięcia tego celu będą gospodarze programów telewizyjnych.

## Rozgrywka
Tryb wieloosobowy – maksymalnie cztery osoby mogą wziąć udział w poszczególnych minigierkach. Zabawa odbywa się przed jednym telewizorem, trzeba mieć jednak na uwadze, że wiele konkurencji wymaga kilku kontrolerów. Z innymi zawodnikami rywalizujemy na punkty, które zdobywamy za pomyślne ukończenie kolejnych zadań. Całość opisuje stosunkowo prosta oprawa graficzna utrzymana w nieco komiksowym stylu.

## Wersja polska
- Bella – Sasha Strunin
- Ostry Chilli De – Tede
- Franek Mediolanek – Tomasz Jacyków
- Krystian Ostry – Mateusz Kusznierewicz
- Komentator – Jarosław Boberek
- Komentator – Zbigniew Suszyński
- Anna Słodowa –  Anna Mucha
- Olivier Plotek – Olivier Janiak